# Resistencia (ciudad)
Resistencia —y también oficialmente Ciudad de Resistencia— es una ciudad argentina, capital y ciudad más poblada de la provincia del Chaco, además de su principal centro social y económico. Es a su vez la cabecera de un área metropolitana, conocida como Gran Resistencia, que en 2022 alcanzaba los 407 618 habitantes. Se encuentra al sudeste de la provincia, cerca de la margen derecha del río Paraná, a 18 km de la ciudad de Corrientes, con que se encuentra vinculada por el puente General Belgrano; entre ambas forman un conurbano de más de 800 000 habitantes. Posee más de 600 obras escultóricas en las calles de la ciudad, lo cual le valió el título de Capital Nacional de las Esculturas.
La Municipalidad de Resistencia es el órgano encargado de regir la urbe y zonas rurales aledañas. Esta extensión avanza por el departamento San Fernando al norte y sur de la ciudad, quedando la localidad de Colonia Baranda bajo la jurisdicción de la misma.
Las principales actividades económicas son la administración pública, el comercio y los centros de llamadas. En la región NEA se destaca como un nudo de comunicaciones.
Se asienta sobre la llanura aluvional del río Paraná, a 50 metros sobre el nivel del mar, atravesada por el meandroso río Negro, y con un gran número de lagunas; su clima es semitropical semiestépico. Su entorno natural alterna montes cerrados, cañadas, lagunas y pastizales.
Fue fundada en 1878 por Decreto del Gobierno Nacional sobre la base del Paraje San Fernando, un asentamiento forestal habitado desde mediados del siglo XIX, a los que se sumó un contingente de inmigrantes italianos que formaron la primera colonia agrícola del Chaco, y que permitiría luego la colonización del resto del territorio. En 1884 fue declarada Capital del Territorio Nacional del Chaco. En las décadas posteriores se transformaría rápidamente en la urbe más poblada del NEA, favorecida por las buenas vías de comunicación que le otorga el río Paraná y las vías del ferrocarril, y un marcado sesgo industrial que fue perdiendo en las últimas décadas del siglo XX. [cita requerida] El levantamiento del puente General Belgrano (inaugurado en 1973) terminó por potenciarla como nudo comunicacional del Norte Argentino, al terminar de conectarla con la Ciudad de Corrientes y con el resto de la Mesopotamia argentina. A mediados de los años 1960 surgió la idea de embellecer la urbe con esculturas sembradas por doquier, manifestación que continuó con los años y le valió el título de Ciudad de las Esculturas, oficializado en 2006 por el Senado de la Nación. Desde fines del siglo XX la ciudad intenta entablar una relación más amigable con el medio que la rodea, caracterizado por la abundancia de lagunas y montes que hasta ese momento habían sido sistemáticamente rellenados y talados respectivamente.

## Toponimia
El porqué del nombre Resistencia fue objeto de debate. La Comisión Exploradora del Chaco explica en su informe, sin dar mayores detalles, que el nombre proviene del «hecho de haber resistido durante bastante tiempo un corto número de hombres sin protección de ningún gobierno, las continuas amenazas de los aborígenes». Seferino Geraldi demostró no obstante que el nombre ya era utilizado en la correspondencia oficial en 1875, anterior a los ataques a los que hacía mención dicho informe. Según Geraldi el paraje San Fernando fue denominado Resistencia con el mismo tono épico con el que ya había sido denominado el pueblo de Reconquista por Manuel Obligado. En 2006 el historiador Altamirano se mostró contrario a esta teoría y sustenta la hipótesis original, haciendo hincapié en la existencia de ataques indígenas anteriores a la llegada de la Comisión Exploradora, que por su magnitud no pudieron haber pasado desapercibidas a esta.
El nombre se impuso por añadidura a la Colonia Resistencia formada en torno a ella, y al Departamento Resistencia que existió hasta mediados del siglo XX, el cual abarcaba un área mayor a la del actual Departamento San Fernando.

## Geografía

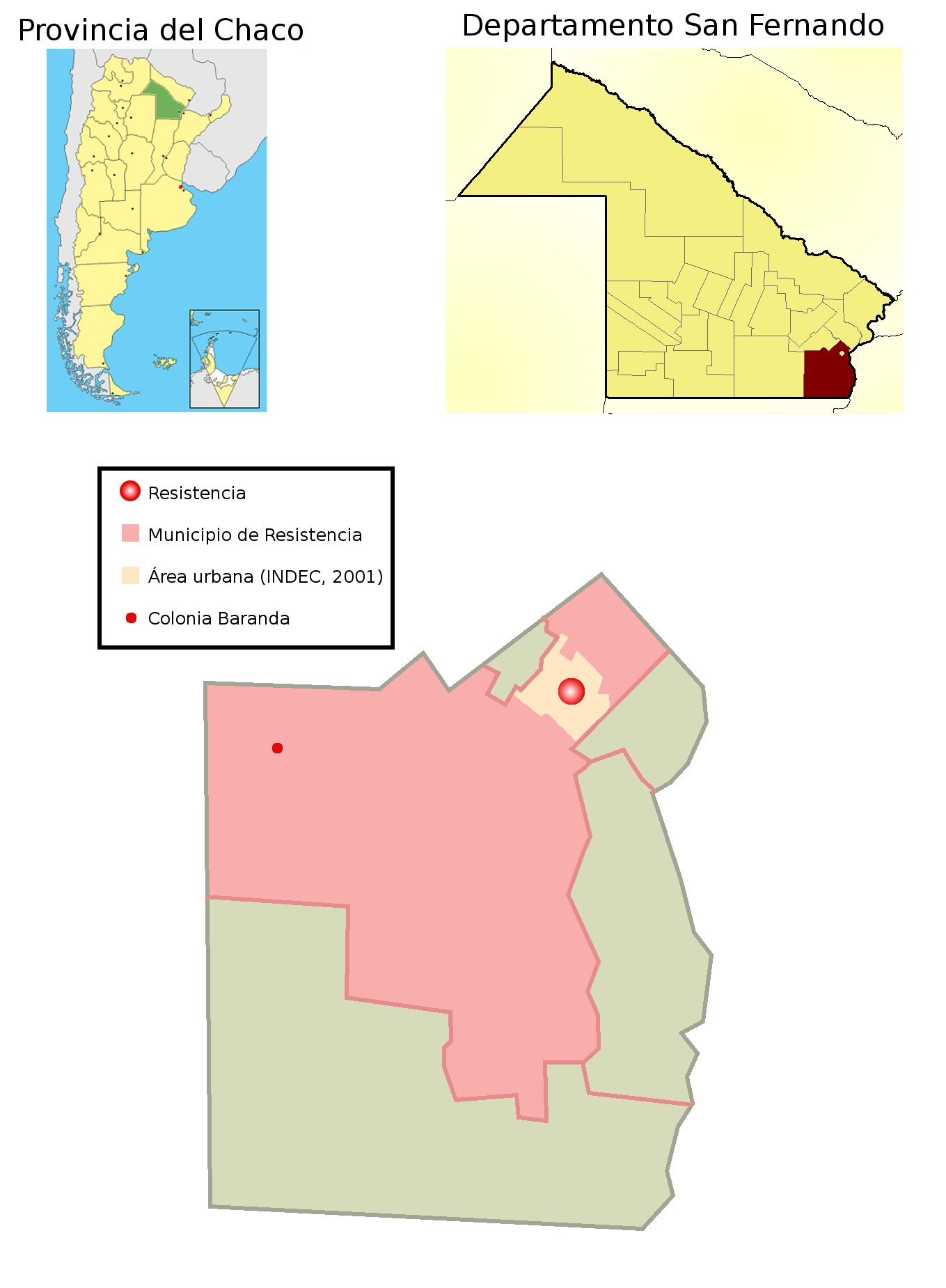
Mapa del municipio de Resistencia en el departamento San Fernando.

Se encuentra en lo que se denomina el valle aluvional del río Paraná, por lo cual en épocas de grandes crecientes el río puede llegar a ocupar toda su área. Hoy una serie de terraplenes y un dique de contención sobre el río Negro defienden la ciudad de este peligro.
El río Negro atraviesa completamente la ciudad en sentido noroeste-sudeste, y se construyeron cuatro puentes en la ciudad para poder sortearlo; el río Negro tiene un pequeño afluentes por su margen izquierda en Resistencia, el arroyo Ojeda. En los tiempos en que el río Negro supo ser una vía navegable constituía un importante medio de comunicación con el resto de la provincia. El otro curso de agua importante que la atravesaba es el riacho Arazá, el cual discurría al sur de la ciudad en la misma dirección que el anterior; no obstante, el mismo fue entubado o directamente rellenado. La ausencia de este curso de agua trajo innumerables problemas para el natural escurrimiento de las aguas, lo cual fue solucionado en parte con un denominado canal Sur que corre en línea recta hacia el riacho Barranqueras, un brazo del Paraná.

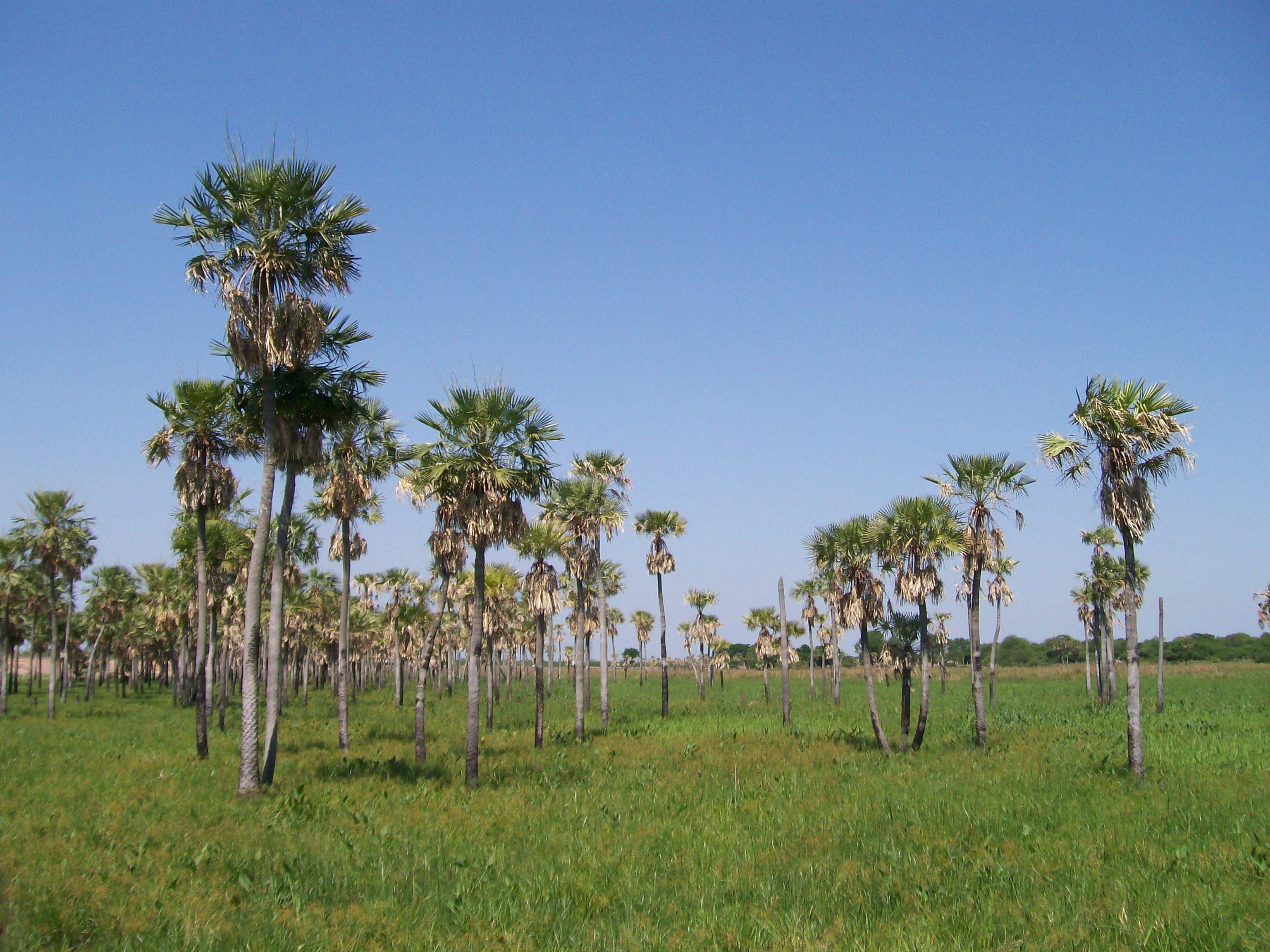
Palmar en el acceso de Resistencia, visto desde el barrio Monte Alto.

Muchas de las lagunas existentes antes de la fundación fueron rellenadas, quedando hoy unas 20 en el área metropolitana. Entre ellas se puede destacar la laguna Argüello, que hoy es el centro de un parque a 10 cuadras de la plaza central, y que puede alcanzar los 4 m de profundidad. Estas lagunas de forma semilunar son en general tramos que el río Negro abandonó.

### Clima

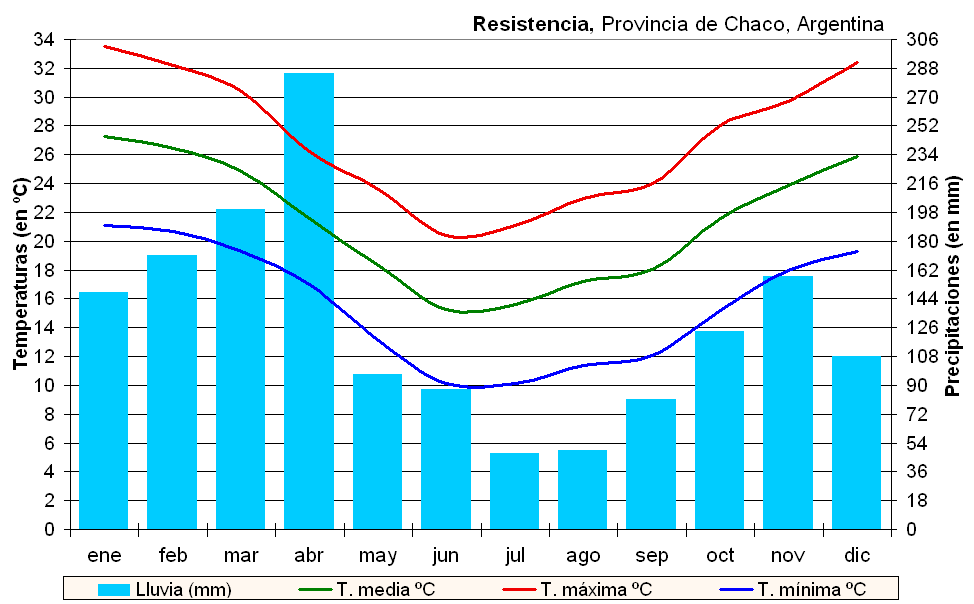
Climograma de Resistencia.

La zona es cálida sin estación seca, caen aproximadamente 1300 mm de precipitación al año.
El tipo climático local es semitropical semiestépico. La distancia con el río Paraná (unos 15 km) impide que este pueda ejercer una función reguladora fuerte como sí ejerce, en la ciudad de Corrientes, prácticamente enfrente de Resistencia. El clima de Resistencia, también puede ser clasificado como subtropical húmedo (Cfa) , de acuerdo con la clasificación climática de Köppen. 
Las temperaturas en verano suelen ser altas y con una moderada humedad ambiental (promedio anual de 46 %), donde temperaturas de más de 42 °C en verano son bastante usuales. El invierno se presenta con días templados y noches frescas, con algunas noches de frío más intenso, pero que rara vez baja de los 0 °C. En la historia contemporánea no se registró ninguna nevada en la ciudad.
Los principales vientos son el Sur (frío) y el denominado viento Norte, el cual es un viento seco y muy cálido.
| Parámetros climáticos promedio de Resistencia Aero, 1991-2020 | Parámetros climáticos promedio de Resistencia Aero, 1991-2020 | Parámetros climáticos promedio de Resistencia Aero, 1991-2020 | Parámetros climáticos promedio de Resistencia Aero, 1991-2020 | Parámetros climáticos promedio de Resistencia Aero, 1991-2020 | Parámetros climáticos promedio de Resistencia Aero, 1991-2020 | Parámetros climáticos promedio de Resistencia Aero, 1991-2020 | Parámetros climáticos promedio de Resistencia Aero, 1991-2020 | Parámetros climáticos promedio de Resistencia Aero, 1991-2020 | Parámetros climáticos promedio de Resistencia Aero, 1991-2020 | Parámetros climáticos promedio de Resistencia Aero, 1991-2020 | Parámetros climáticos promedio de Resistencia Aero, 1991-2020 | Parámetros climáticos promedio de Resistencia Aero, 1991-2020 | Parámetros climáticos promedio de Resistencia Aero, 1991-2020 |
| Mes                                                           | Ene.                                                          | Feb.                                                          | Mar.                                                          | Abr.                                                          | May.                                                          | Jun.                                                          | Jul.                                                          | Ago.                                                          | Sep.                                                          | Oct.                                                          | Nov.                                                          | Dic.                                                          | Anual                                                         |
| ------------------------------------------------------------- | ------------------------------------------------------------- | ------------------------------------------------------------- | ------------------------------------------------------------- | ------------------------------------------------------------- | ------------------------------------------------------------- | ------------------------------------------------------------- | ------------------------------------------------------------- | ------------------------------------------------------------- | ------------------------------------------------------------- | ------------------------------------------------------------- | ------------------------------------------------------------- | ------------------------------------------------------------- | ------------------------------------------------------------- |
| Temp. máx. abs. (°C)                                          | 41.6                                                          | 42.0                                                          | 41.0                                                          | 38.1                                                          | 35.5                                                          | 34.1                                                          | 35.5                                                          | 38.0                                                          | 43.5                                                          | 44.4                                                          | 43.5                                                          | 42.2                                                          | 44.4                                                          |
| Temp. máx. media (°C)                                         | 33.4                                                          | 32.3                                                          | 30.7                                                          | 27.4                                                          | 23.7                                                          | 21.7                                                          | 21.6                                                          | 24.4                                                          | 26.2                                                          | 28.5                                                          | 30.1                                                          | 32.2                                                          | 27.7                                                          |
| Temp. media (°C)                                              | 26.9                                                          | 26.1                                                          | 24.5                                                          | 21.4                                                          | 17.7                                                          | 15.8                                                          | 14.8                                                          | 16.9                                                          | 19.2                                                          | 22.2                                                          | 23.8                                                          | 26.0                                                          | 21.3                                                          |
| Temp. mín. media (°C)                                         | 21.2                                                          | 20.8                                                          | 19.4                                                          | 16.4                                                          | 12.8                                                          | 11.1                                                          | 9.4                                                           | 10.7                                                          | 12.9                                                          | 16.5                                                          | 17.7                                                          | 20.1                                                          | 15.8                                                          |
| Temp. mín. abs. (°C)                                          | 11.4                                                          | 9.7                                                           | 6.8                                                           | 2.1                                                           | -2.4                                                          | -4.7                                                          | -3.5                                                          | -4.1                                                          | -1.4                                                          | 2.1                                                           | 5.8                                                           | 10.3                                                          | -4.7                                                          |
| Precipitación total (mm)                                      | 179.9                                                         | 156.8                                                         | 161.0                                                         | 165.1                                                         | 86.7                                                          | 59.9                                                          | 24.4                                                          | 35.3                                                          | 53.6                                                          | 138.2                                                         | 175.5                                                         | 156.7                                                         | 1393.1                                                        |
| Días de lluvias (≥ 0.1 mm)                                    | 9.1                                                           | 8.9                                                           | 8.8                                                           | 8.6                                                           | 7.7                                                           | 6.8                                                           | 4.7                                                           | 4.5                                                           | 6.8                                                           | 10.3                                                          | 9.6                                                           | 9.4                                                           | 95.2                                                          |
| Humedad relativa (%)                                          | 71.5                                                          | 74.1                                                          | 76.7                                                          | 80.0                                                          | 82.2                                                          | 81.9                                                          | 76.6                                                          | 70.5                                                          | 68.8                                                          | 71.9                                                          | 71.2                                                          | 71.4                                                          | 74.7                                                          |
| Fuente: Servicio Meteorológico Nacional                       |                                                               |                                                               |                                                               |                                                               |                                                               |                                                               |                                                               |                                                               |                                                               |                                                               |                                                               |                                                               |                                                               |

### Las inundaciones

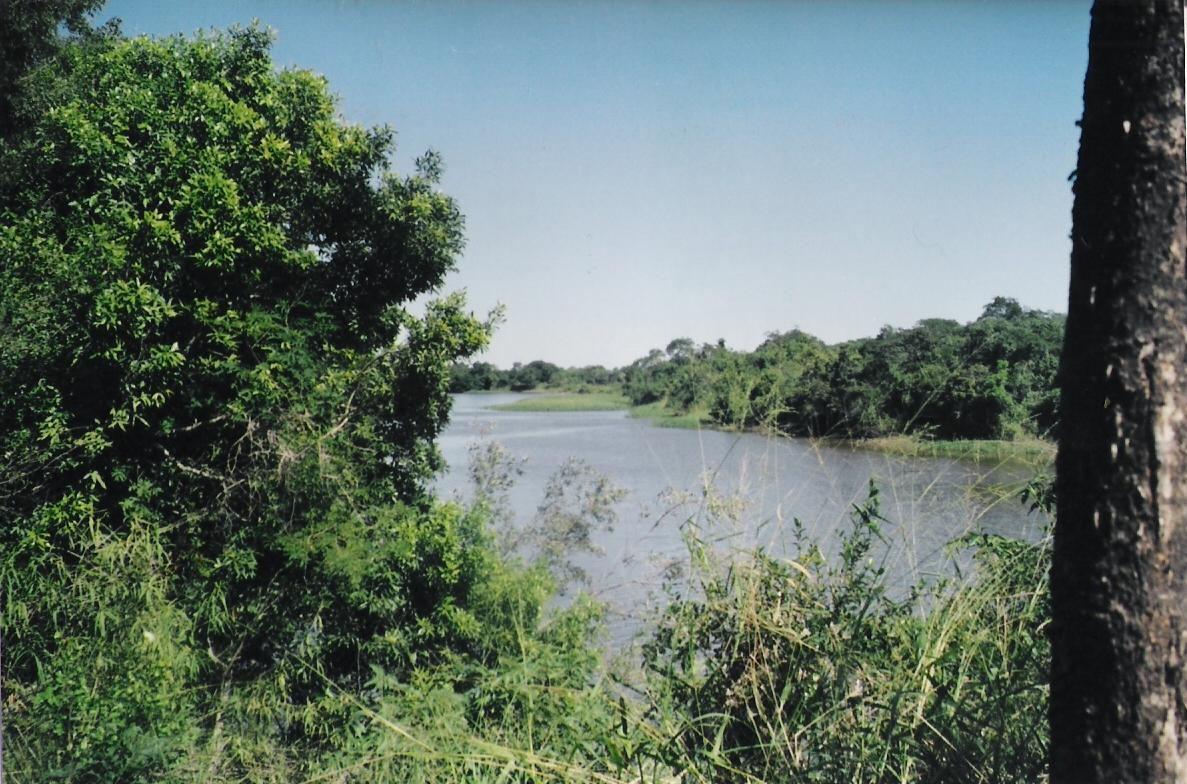
El río Negro visto desde Villa Fabiana, uno de los barrios de la ciudad. Se pueden apreciar un meandro del río y la selva de galería.

Una característica de la ciudad de Resistencia son los constantes anegamientos a los que se ve sometida tras fuertes lluvias. Las razones para esto son varias:
- La ciudad se encuentra en una hondonada, por lo cual el agua muchas veces se ve imposibilitada de escurrir en dirección natural hacia el río Negro o el río Paraná.
- La constitución del suelo es arcillosa, lo cual dificulta su filtración en el mismo.
- Numerosas lagunas y cursos de agua (temporales o permanentes) fueron rellenados para continuar con el proceso de ocupamiento de tierras para la población.[cita requerida]

Sin embargo, el peligro mayor que se cierne sobre la ciudad no son las inundaciones pluviales sino las importantes crecidas que el río Paraná suele tener aproximadamente cada 20 años. Las últimas ocurrieron en 1962, en 1982 y en 1997. La de 1982 fue muy recordada porque la inundación derrumbó un dique de contención construido apenas unos años antes sobre el río Negro, teniendo en vilo a la población de Resistencia hasta tanto bajó el nivel del agua. El hecho derivó luego en un comentado juicio a la empresa constructora por el pésimo nivel de su obra, aunque el mismo no llegó a buen puerto para la provincia ya que la firma quebró en el proceso.
En los últimos años el gobierno provincial llevó a cabo obras para la prevención contra inundaciones, entre ellas la Estación de Bombeo de avenida Soberanía Nacional, el Conducto de Desagüe Pluvial Cuenca-Canal Clayton (Barranqueras), de Los Hacheros y de avenida Laprida y Reasentamiento, con una inversión de $190 millones en obras de prevención de inundaciones.

### Trazado urbano

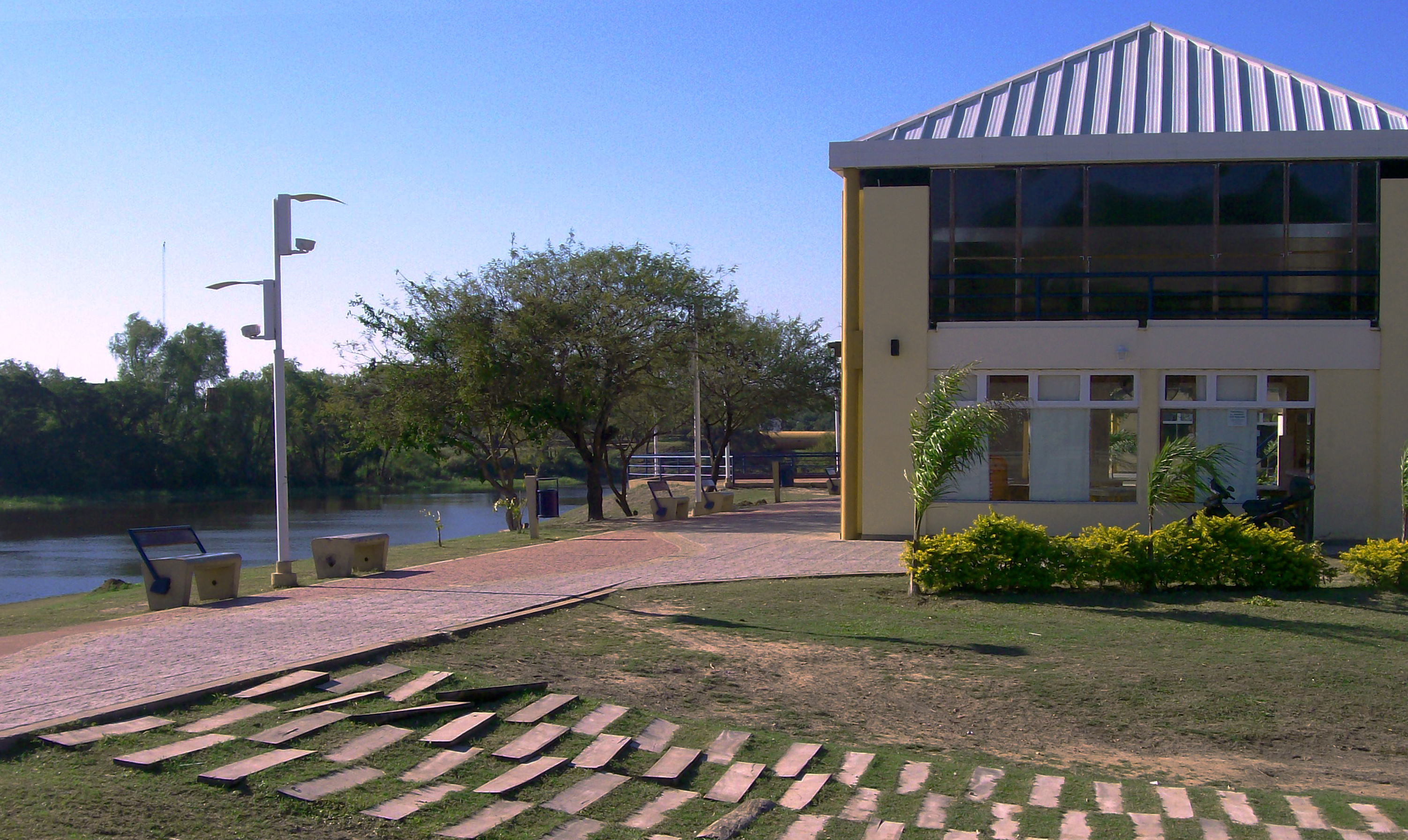
El paseo Costanero integra a la ciudad con el serpenteante curso del río Negro.

Resistencia fue diseñada con criterios urbanísticos que la diferencian del típico trazado de damero existente en la mayoría de las ciudades más antiguas de la Argentina. Sus calles y avenidas son espaciosas, posibilitando veredas anchas y circulación cómoda en dos carriles. Las avenidas que forman el contorno del casco original presentan grandes plazoletas (como la avenida Ávalos) o seis carriles de circulación (como la avenida Alvear), según el caso.

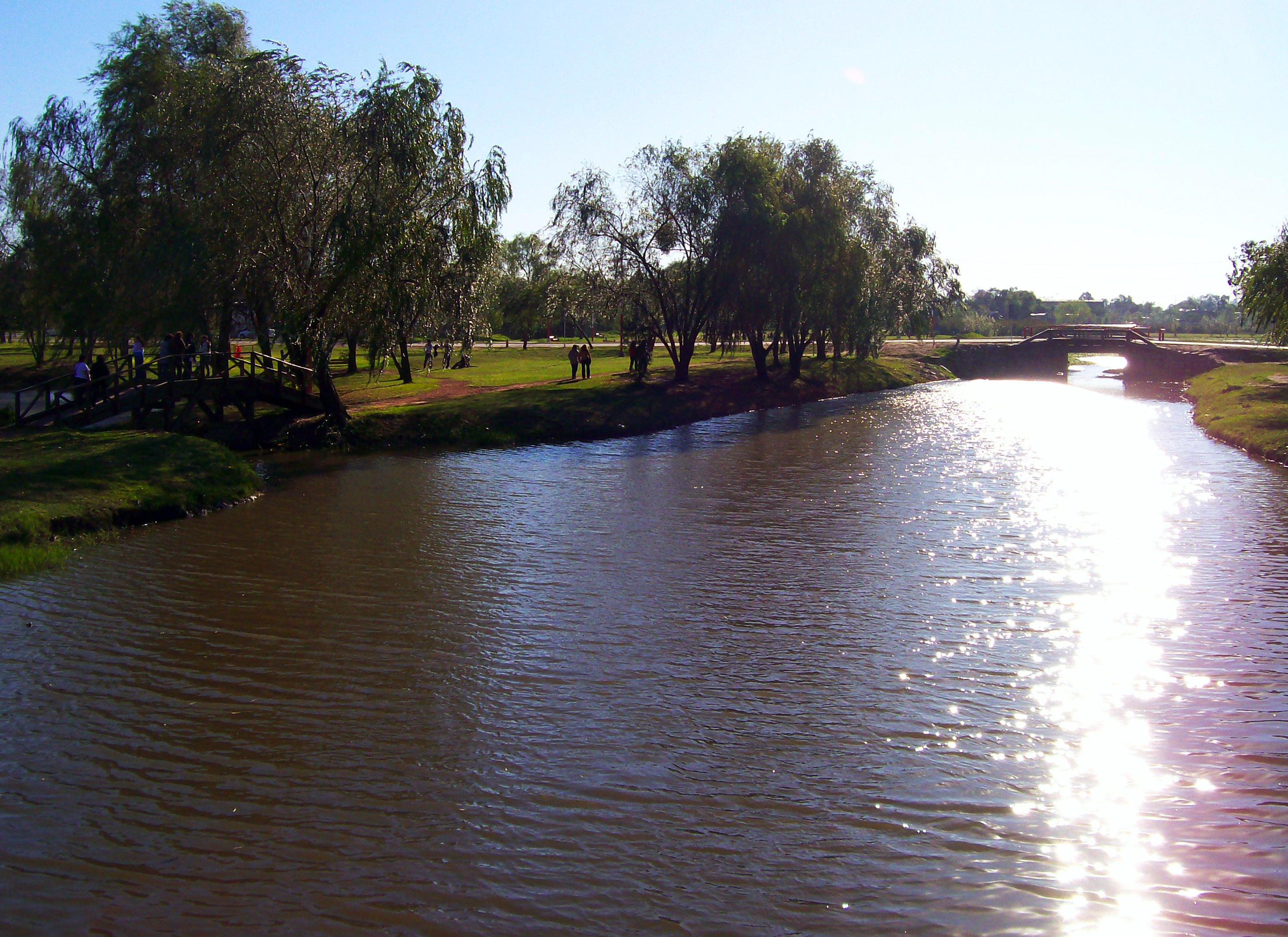
Vista del parque Urbano sobre la laguna Argüello.

La ciudad tiene su epicentro en la plaza 25 de Mayo, que con sus más de 4 ha de extensión es una de las más grandes del país. Del centro de la misma nacen cuatro avenidas en forma de cruz, de las cuales nacen a su vez el resto de las calles y que marcan el inicio de la numeración. Otras cuatro plazas en el caso céntrico conforman el pulmón verde original, que son: la plaza 12 de Octubre, 9 de Julio, Belgrano y España.
El lugar verde más importante lo constituye el parque 2 de Febrero, situado en el borde del casco céntrico, con aproximadamente 5 ha de extensión; en 2006 se inauguró el paseo Costanero, extensión natural del parque sobre la orilla derecha del río Negro y uno de los principales atractivos de la ciudad. El parque norte Caraguatá si bien tiene una extensión mucho mayor se encuentra muy alejado del centro de la ciudad, e incluso de la zona urbana más próxima. Otro espacio de recreación importante son las inmediaciones del aeropuerto, y el tramo final de la avenida Sarmiento.
Dentro del ejido municipal y próxima a la ciudad de Barranqueras se halla el barrio de La Liguria, el cual se formó originalmente como una localidad separada de Resistencia que luego fue absorbida por la misma, donde actualmente se encuentra el Monumento a la Libertad en el cruce de avenidas 9 de Julio y Diagonal Eva Perón, sobre la rotonda de Villa Monona, en cercanías del Regimiento.

## Historia

### La etapa colonial
La zona que hoy ocupa Resistencia era asiento de los grupos de pueblos guaicurúes, tribus pedestres que vivían de la caza y la pesca, muy belicosos; de ellos se destacaban los abipones al Sur del Bermejo, quienes habrían sido la primera avanzada de los guaycurúes hacia el Chaco Central y Austral. Los abipones estaban compuestos por tres pueblos: los riicagé (gente del campo abierto), los nacaigetergé (gente del bosque) y los yaaucanigá (gente del río), cada uno con su dialecto. Los payaguás se asentaban sobre el río Paraguay al norte del río Bermejo, pero se dedicaban al comercio y la piratería en toda la línea fluvial Paraná-Paraguay. Los mepenes también eran comerciantes corsarios en la costa chaqueña, su nombre desaparece ponto de las crónicas tras la conquista española, por lo que Tissera cree que pueden ser los ya mencionados yaaucanigá.

Los españoles habían recorrido todo el perímetro del Chaco entre 1541 y 1580, y en 1588 se fundó Corrientes, en la orilla contraria del Paraná.

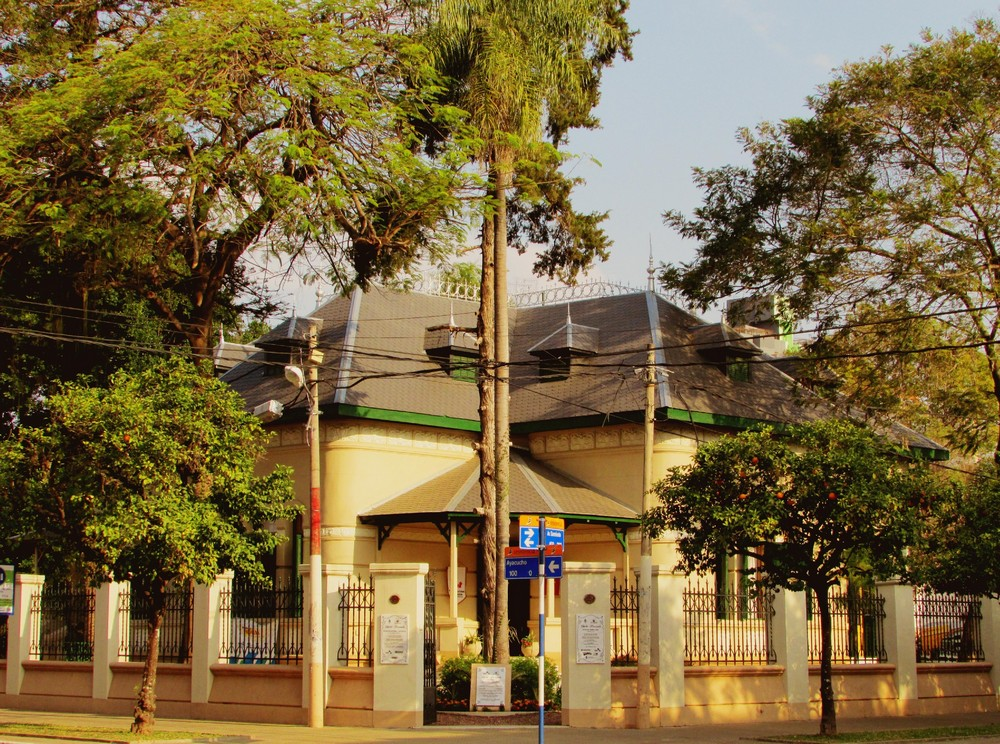
Chalet Villa Perrando, único edificio de carácter patrimonial que se encuentra en estado original. Punto de interés obligado para quien visite la ciudad.

### Fundación
La colonia Resistencia se asentó en lo que originalmente era la reducción del pueblo originario abipones de San Fernando del Río Negro, que existió en la zona entre 1750 y 1767. Si bien ya en 1875 se trazó la misma, su poblamiento había comenzado tiempo atrás, luego de instalarse el coronel Ávalos en 1869 junto a un número de inmigrantes italianos, sumándose otros más tarde. La fundación se llevó a cabo el 27 de enero de 1878, fecha en la que se aprueba la mensura inicial (ejecutada por Arturo Seelstrang y Enrique Foster) y se la crea oficialmente.

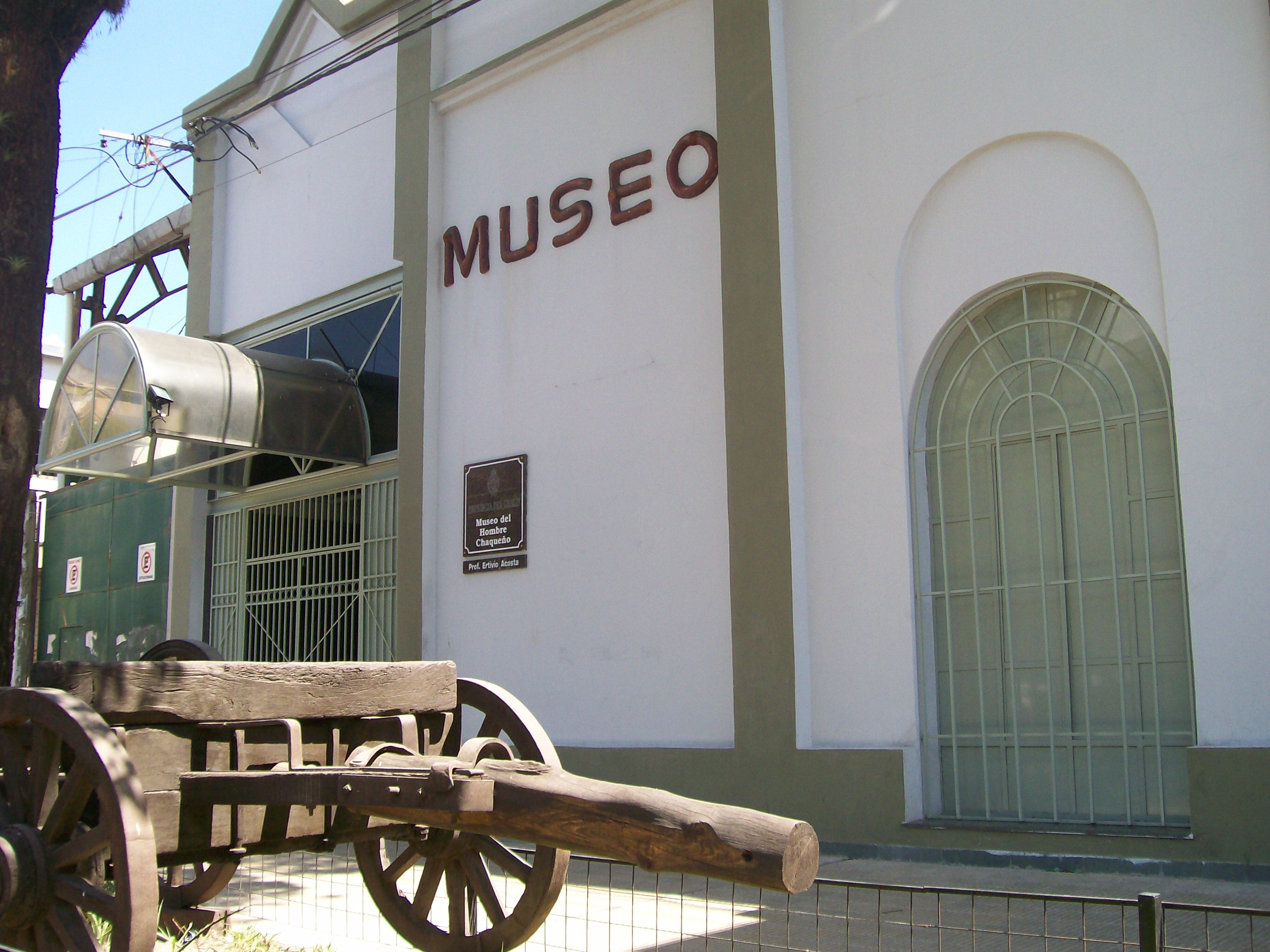
El Museo del Hombre Chaqueño exhibe objetos de los inicios de la ciudad y la provincia.

La fecha del 2 de febrero se celebra como la de llegada de los primeros inmigrantes friulanos, sin embargo, los estudios históricos coinciden en que la misma fue el mismo día de creación de la colonia. Estos inmigrantes que fortalecieron la población que ya se encontraba, acrecentaron el progreso con los que llegaron a partir de 1879. Estos fueron el pilar sobre el que se construyó buena parte de la provincia y la ciudad. El proceso de colonización inicial fue fruto de una política oficial de poblamiento de esta región con base en la Ley de Inmigración N.º 817, muy difundida en la Europa de esos años. El progreso en parte se dio al aporte de instituciones como la Sociedad Italiana, fundada por los primeros italianos y la cual reunió a gran parte de la comunidad profesional destacándose dentro de ella a socios médicos, arquitectos, abogados, políticos, entre otros.

### SigloXX
En 1953 el Territorio Nacional del Chaco fue declarado provincia y Resistencia, que ya era capital del Territorio Nacional se convierte en capital provincial. El 3 de julio de 1939, el papa Pío XII escinde la diócesis de Santa Fe para crear la diócesis de Resistencia, la cual fue elevada a arquidiócesis el 1 de abril de 1984 por Juan Pablo II.
Un médico que hizo grandes obras por su calidad humana y su férrea voluntad fue el Dr. Julio Cecilio Perrando cuyo nombre lleva el hospital regional, otros dos médicos de valor encomiable por su dedicación a los pobres y aborígenes fueron el Dr. Antonio Heraclio Luis Álvarez Lottero y el Dr.Pedro Biolchi este último con gran influencia sobre la ciudad de Barranqueras.
En la década de los 50 durante las gobernaciones de Felipe Gallardo y Deolindo Felipe Bittel comienza la construcción del Aeropuerto Internacional de Resistencia, se crea el servicio de transporte público Resistencia-Barranqueras, y numerosos edificios para escuelas, comisarías, municipalidades y centros de salud.

## Demografía

### Origen de la población
La población de Resistencia está formada por descendientes de inmigrantes europeos, criollos venidos de provincias vecinas y el Paraguay, y descendientes de pueblos originarios. La inmigración europea planificada se inició en enero de 1878 con habitantes de las zonas norte de Italia (Friul, Trento, Údine y Véneto, principalmente), y del sur de Austria (Tirol entre otras). Entre los criollos la mayor parte proviene de la vecina provincia de Corrientes; los correntinos y paraguayos formaban la mayor parte de la población antes de la creación de la colonia. Entre los pueblos indígenas tiene mayor preponderancia la etnia qom, aunque también hay wichís y mocovíes. Hacia fines del siglo XX el movimiento migratorio de la población rural y de localidades del interior de la provincia hacia Resistencia provocaron un fuerte aumento de la población.

### Crecimiento geográfico de la ciudad
Los sitios con mayor atracción para la nueva población son los terrenos del norte para los sectores con más recursos, sobre todos los ubicados a la vera de la ruta hacia Corrientes, amén de su reciente protección frente a las inundaciones. Esta presión sobre los terrenos del norte actúa negativamente sobre áreas de alto valor ambiental como son los terrenos ubicados a la orilla del río Negro. Mientras que el sur de la ciudad es el sector de mayor crecimiento entre la gente de bajos recursos, fundamentalmente los terrenos situados al sur de las avenidas Soberanía Nacional y Malvinas Argentinas.

### Población
La población urbana de Resistencia sumaba 290 723 habitantes (Indec, 2010), lo que representa un aumento del casi 6 % frente a los 274 490 habitantes (Indec, 2001) del censo anterior. Resistencia es la ciudad más poblada de su provincia y la segunda de la región NEA. Esta cifra significa un 27,6 % de la población provincial, levemente superior al 27,9 % de diez años atrás. La población rural del municipio de Resistencia suma unos 1 000 habitantes, dentro de los cuales puede destacarse la población de Colonia Baranda, a unos 10 km al oeste, y que no alcanza las 350 personas.
El área urbana de Resistencia presenta una continuidad natural con otras tres localidades en el área metropolitana del Gran Resistencia; este aglomerado es el más poblado del NEA y el undécimo del país.
Según los datos de la Encuesta Permanente de Hogares a 2008 un 26,4 % de la población estaba bajo la línea de pobreza, y un 7,8 % del total bajo la línea de indigencia. Estas cifras la sitúan entre las ciudades más pobres del país. A su vez la desocupación alcanza un 4,6 %, menos de la mitad de la media nacional.
En los primeros años del siglo XXI, se ha observado una creciente inmigración de familias paraguayas a la ciudad.

## Infraestructura
El agua potable proviene de una toma de agua sobre el riacho Barranqueras, toma que puede tornarse móvil cuando el cauce del río se encuentra muy bajo. Esta toma alimenta también a las dos mayores ciudades del interior provincial, y de ella se extraen 5 m³ por segundo. Además a 2021 se está construyendo una segunda toma junto a la cabecera del puente General Manuel Belgrano.
En 2021 el 54% de la población del Gran Resistencia cuenta con acceso al servicio de cloacas. Dicho año se inauguró una nueva planta de tratamiento de aguas residuales, con tecnología de Reactores Anaeróbicos de Flujo Ascendente, la cual permitiría alcanzar a la totalidad del área metropolitana. La misma se encuentra 5 kilómetros al sur de la planta urbana, y vuelca el agua tratada sobre el riacho Barranqueras.

## Vías de comunicación

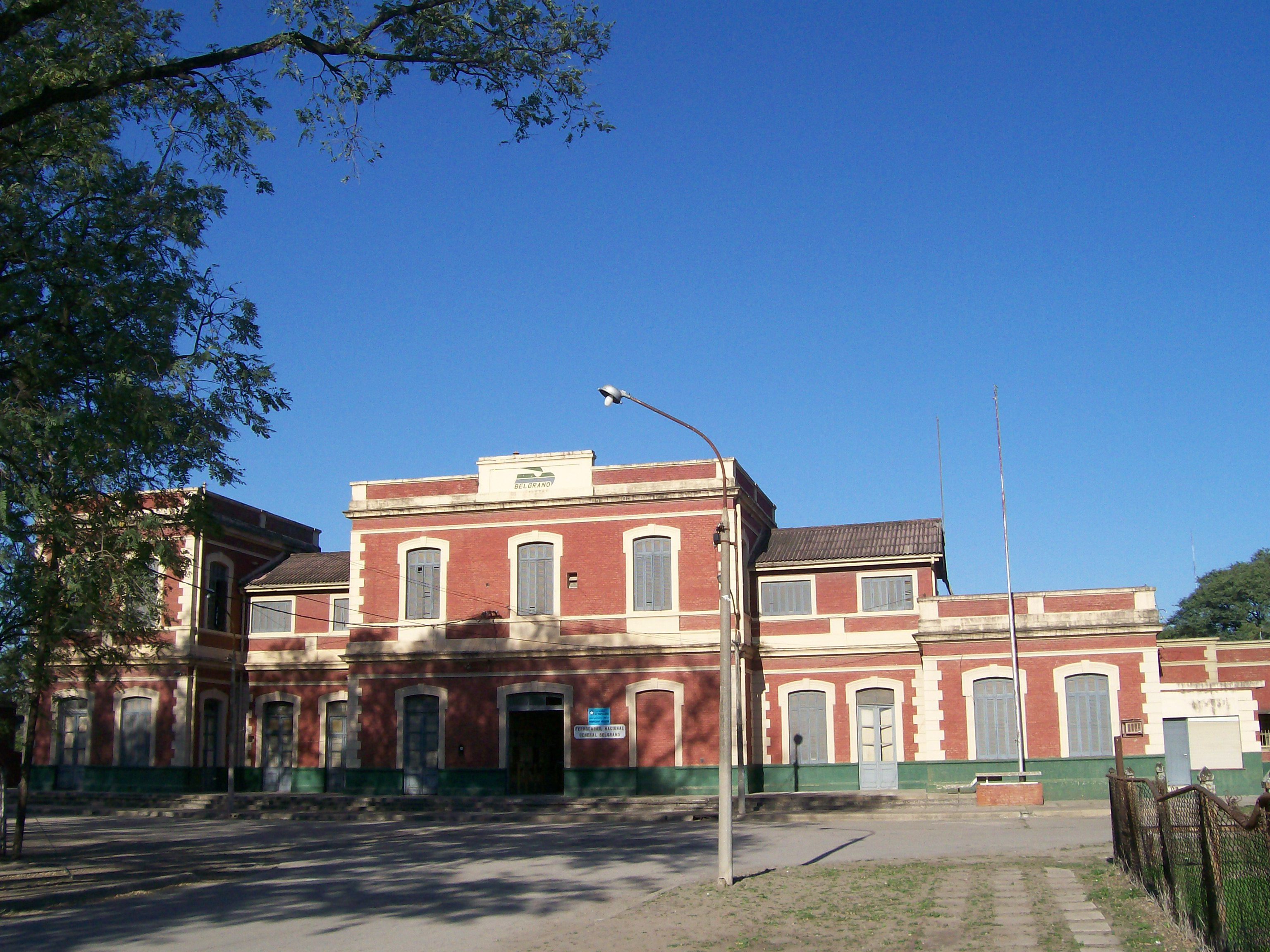
Estación del ferrocarril General Belgrano.

Resistencia es un nudo de comunicación de la región en prácticamente todos los medios. También es muy llamativo al visitante la gran cantidad de motos y bicicletas que circulan en la zona urbana, usadas por los resistencianos como un medio regular de transporte.
- Automotor: la Ruta Nacional 11 la comunica con las ciudades de Buenos Aires, Rosario y Santa Fe al sur, y con las ciudades de Formosa, Clorinda y Asunción (Paraguay) al norte. Se prevé transformar en autopista el tramo que pasa por el ejido urbano de la ciudad.[23] La Ruta Nacional 16 la enlaza con el Noroeste argentino, llegando hasta la ciudad de Salta, a la vez de formar parte de un corredor bioceánico de Brasil a Chile. La misma ruta llega hasta la cabecera del puente General Manuel Belgrano, que une a las provincias del Chaco y Corrientes, y desde allí mediante la Ruta Nacional 12 se vincula al resto de la región nordeste. El sector de esta ruta entre las intersecciones con la ruta Nacional N.º 11 y la ruta Provincial N.º 63 es una autovía de 4 carriles separados por un espacio verde en el centro.[24] Posterior al cruce de las Rutas 11 y 16, la autovía de la ruta 16 sigue su curso hasta el puesto de peaje ubicado posteriormente al acceso a la localidad de Makallé.[23]

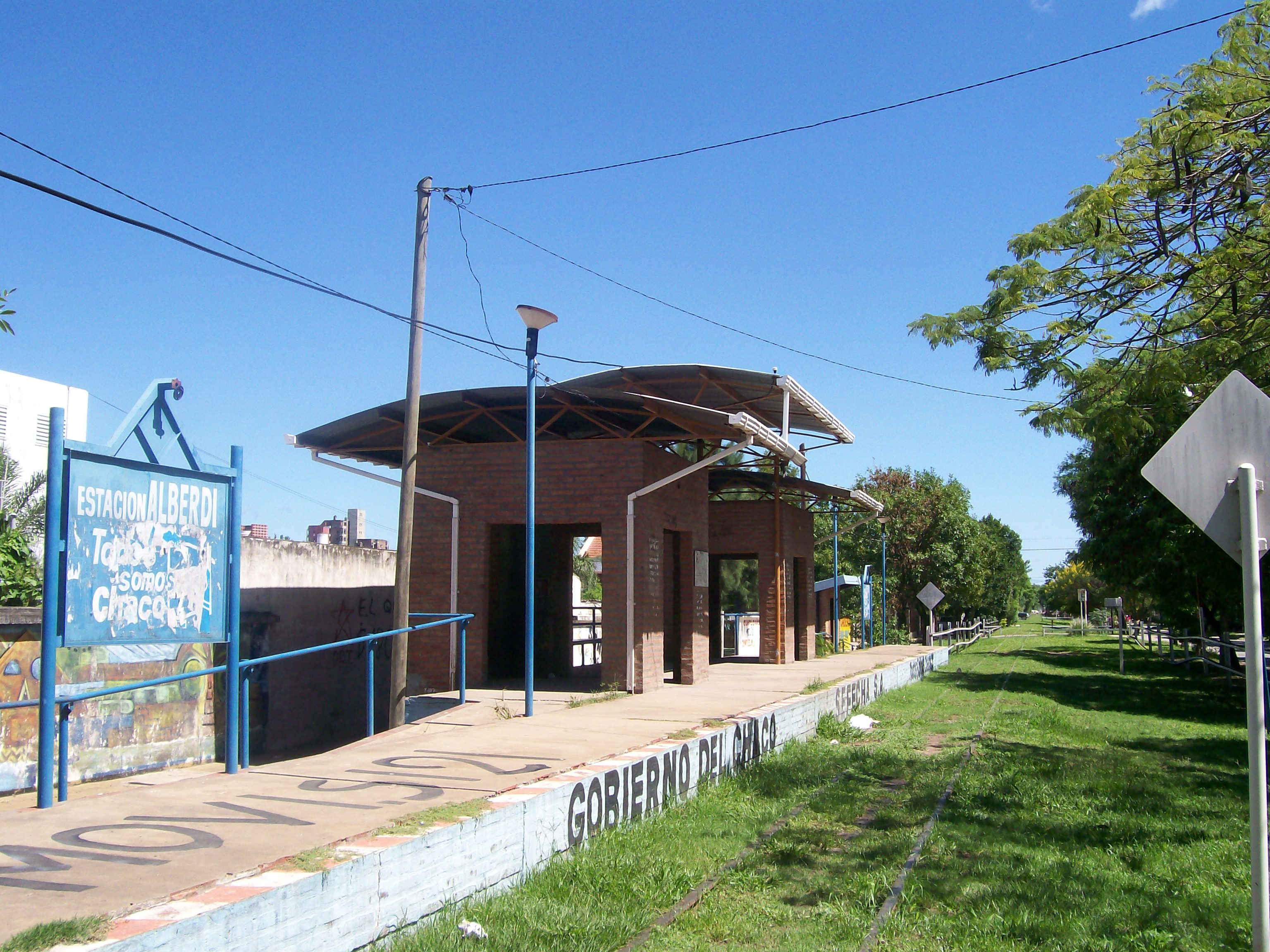
Estación Alberdi —la más cercana a la plaza principal— del ferrocarril urbano Trenes Argentinos Operaciones.

- Ferroviario: en su momento existían dos vías de ferrocarril: el ferrocarril General Belgrano y el ferrocarril Santa Fe. Las vías de este último fueron levantadas, por lo que solamente queda el primero, que la une con el resto de la provincia. Trenes Argentinos Operaciones por su parte es una empresa del estado nacional, une Puerto Tirol con Barranqueras, y la ciudad de Resistencia con las localidades del sudeste de la provincia y Los Amores, provincia de Santa Fe.

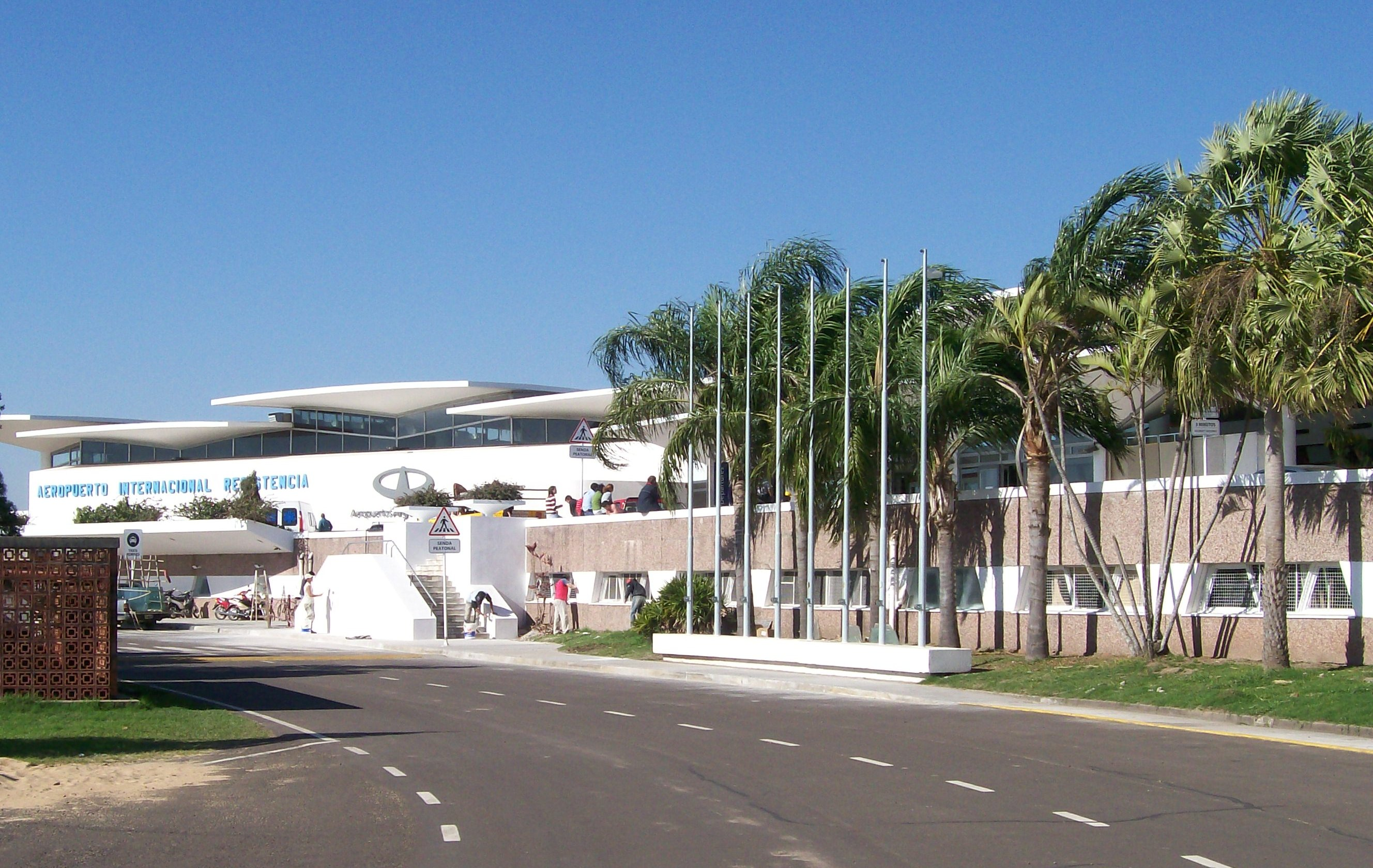
Aeropuerto Internacional de Resistencia.

- Aeroportuario: el Aeropuerto Internacional de Resistencia, ubicado al oeste de la ciudad, es uno de los aeropuertos internacionales más importantes de la Argentina, sirviendo muchas veces de parada de emergencia para vuelos internacionales gracias a su pista de casi 3000 metros, y la mayor obra civil aeroportuaria al norte de Santa Fe, con capacidad de alojar hasta cinco aviones jets comerciales en su pista. A 2015 el aeropuerto posee cuatro vuelos diarios a Buenos Aires operados por Aerolíneas Argentinas.

- Portuario: si bien los días del río Negro como vía navegable han terminado, el río Paraná desde el cercano puerto de Barranqueras puede considerarse como una vía de comunicación más de la ciudad.

## Economía

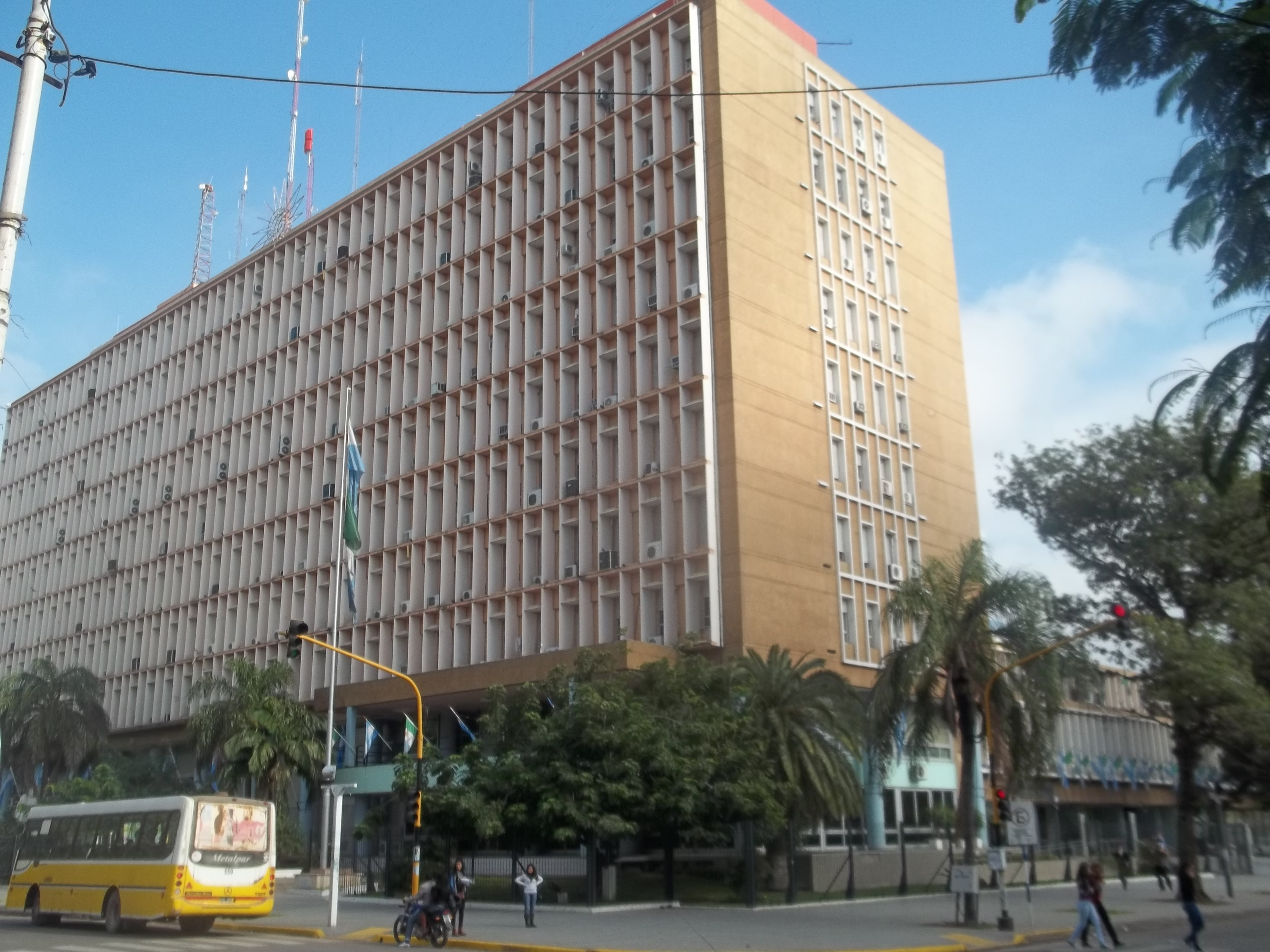
Casa de Gobierno, sede de las autoridades de la provincia del Chaco.

Cuando Resistencia fue fundada era la primera colonia agrícola de la Provincia, y pronto fue designada capital del territorio. A medida que las colonias se expandían Resistencia fue consolidándose como centro de servicios, potenciado por la comunicación fluvial que le brindaba el cercano puerto de Barranqueras, desde el cual se embarcaba la mayor parte de la producción local. Luego comenzaron a surgir numerosas industrias aceiteras, tanineras y textiles, todas basadas en la transformación de los productos locales más explotados. Fue así como Resistencia se conformó como uno de los principales polos productivos del país. La presencia de dos vías de ferrocarril y luego el puente interprovincial (primer puente argentino sobre el río Paraná) que une a la Provincia del Chaco con la ciudad de Corrientes incrementaron esta importancia, que cobró así un dinamismo regional.

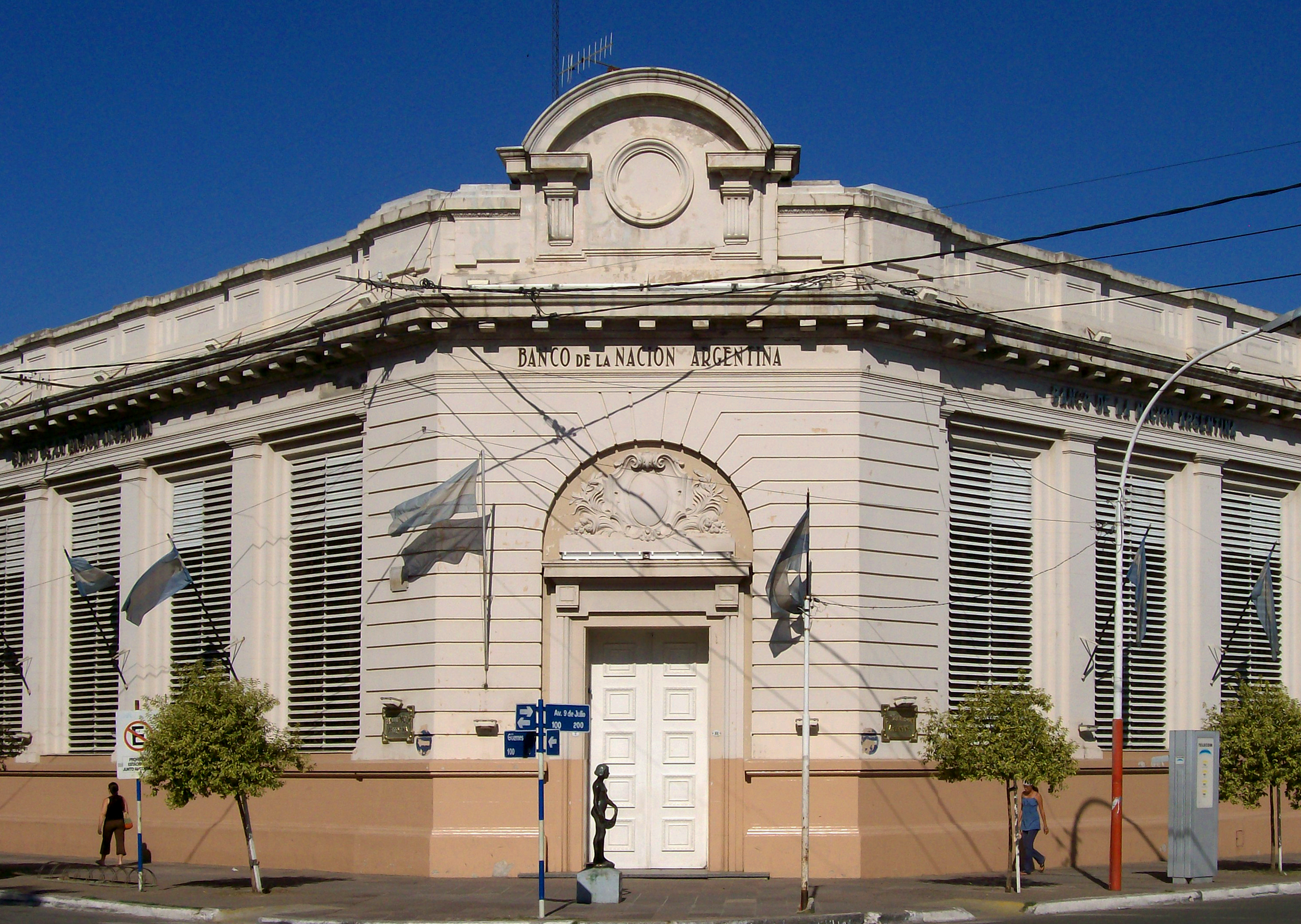
Filial principal del Banco de la Nación Argentina en Resistencia. Fue la primera agencia bancaria de la Provincia del Chaco.

Sin embargo, el declive de la actividad industrial comenzó aproximadamente en los años 1970, dando pasa a una ciudad cuya principal fuente de ingresos es hoy en día la administración pública, el comercio y los servicios. El aglomerado urbano casi continuo que conforma con la ciudad de Corrientes constituye un puntal económico en sí mismo, ya que prácticamente duplica el mercado laboral y económico en diversos aspectos. Resistencia suma importancia también en el sector logístico, ya que su privilegiada ubicación y accesos (ferroviario, aeroportuario, carretero y fluvial) la convierten en un emplazamiento ideal para centros de distribución y transferencia de toda la región nordeste del país.
En Resistencia se encuentran las sedes centrales de importantes empresas de alcance nacional como el Grupo CARSA (operadora de más de 100 locales de Musimundo, dueña de la financiera Corefin y la marca de colchones Reposar), Cetrogar (cadena de artículos para el hogar con más de 60 sucursales en todo el país), STAR (Servicios para empresas), Agros Soluciones, Amarilla Gas, Ghiggeri Motos (fábrica y comercializadora de motocicletas) y Firenze Viajes (agencia de turismo), entre otras.

### Comercio
El centro comercial más activo se encuentra en las calles Arturo Illia (de la altura 0 al 400) y Juan Domingo Perón (del 0 al 300), que son en realidad la misma calle a uno y otro lado de la avenida Alberdi. Las dos primeras cuadras de la calle Perón fueron transformadas en peatonal en julio de 2008, destino que también compartirán las dos primeras cuadras de la calle Illia. La calle Santa María de Oro por su lado se destaca en el rubro bazar.
Otro centro de comercio es la avenida 25 de Mayo, originalmente el único acceso de la ciudad, por lo que concentró el movimiento de ferreterías, automotores y productos para el agro. Actualmente se ve un desplazamiento de la zona comercial más exclusiva hacia el nordeste de la ciudad, en el acceso principal desde la provincia de Corrientes (avenida Sarmiento).
Por otra parte, otra arteria que también se destaca es la avenida Alvear, cuyo empalme con la Ruta Nacional 11, a 8 cuadras del empalme de esta ruta con la avenida 25 de Mayo, constituye uno de los principales accesos a la ciudad por el sector oeste. A lo largo de esta avenida, desde su nacimiento en avenida Alberdi hasta el empalme mencionado, se destaca la presencia de comercios del rubro autopartista y repuestero, como así también la presencia de talleres mecánicos, tomando un panorama similar al de la avenida Warnes de Capital Federal.
Los rubros gastronómicos más concurridos se agrupan en las avenidas Ávalos y Lavalle, que cuentan con plazoletas parquizadas y espacios abiertos que atraen a los comensales en las calurosas noches de verano.

### Turismo

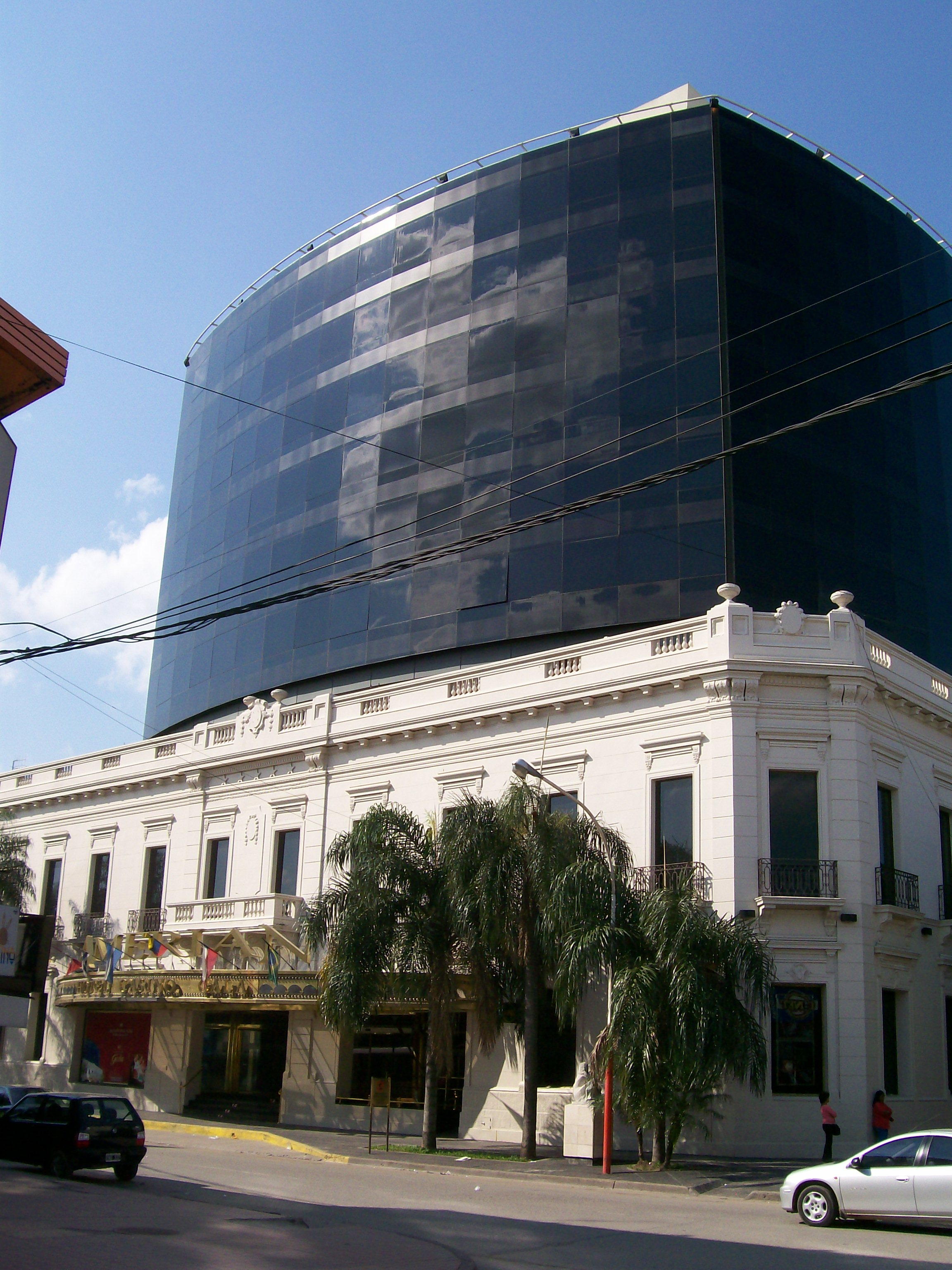
Hotel 5 estrellas y casino de la ciudad de Resistencia. Ubicados sobre la calle Perón y Necochea, en pleno centro comercial.

Puede destacarse el turismo cultural con el recorrido por las esculturas esparcidas por la urbe, y el hito mayor de esta actividad: la Bienal Internacional de Esculturas, que convoca cada dos años a destacados artistas internacionales a competir en la ciudad. El evento se despliega sobre el paseo Costanero del río Negro. El parque de la Democracia ubicado sobre la avenida Sarmiento y a orillas de la laguna Colussi atrae gran cantidad de visitantes durante el fin de semana. Frente al mismo se halla el Shopping Sarmiento, central comercial de gran concurrencia.
El paseo Peatonal es un paseo de compras a cielo abierto que abarca cuatro cuadras de las calles Arturo Illia y Juan Domingo Perón, atrayendo muchos compradores. El centro comercial de Resistencia es uno de los más importantes de la región.
Existen varios hoteles, siendo el hotel casino —perteneciente a una cadena nacional de nivel internacional— el único con categoría de 5 estrellas.

## Cultura
Esta ciudad se destaca en Argentina, por poseer en sus calles, avenidas y parques una vasta estatuaria urbana (606 esculturas a mayo de 2015), los primeros monumentos urbanos fueron emplazados en 1920, muchas de estas provienen de concursos que se llevan a cabo en la ciudad. En octubre de 2006 Resistencia fue declarada Capital Nacional de las Esculturas por el Congreso de la Nación Argentina. Cuenta con una Rambla de Esculturas de 650 m de longitud, ubicada en el norte de la ciudad, en el cual se emplazaron 25 esculturas de mármol y madera. Se puede decir que en el casco urbano central, se aprecia al menos una estatua por cuadra o bloque, algunas de ellas de magnífica factura. También se destaca la casa cultural conocida como El Fogón de los Arrieros, donde se solían dar cita los grupos culturales de la ciudad, y en el cual se exponen artesanías y objetos de la más diversa índole. El Fogón Friulano del Chaco, Institución que desde 1957 representa a los inmigrantes friulanos que fundaron la ciudad el 2 de febrero de 1878. Esta institución aporta todos los 2 de febrero en la fiesta de aniversario de la ciudad el desembarco simbólico recreando la Fundación de Resistencia, también tiene contacto con la Región Friul Venecia Julia y el Ente Friuli Nel Mondo, promocionando y promoviendo contacto de descendientes residentes en la zona con sus parientes del Friul, a través de becas para jóvenes de manera de conocer la tierra de sus antepasados. El Centro Cultural Nordeste, perteneciente a la Universidad Nacional del Nordeste, organiza en forma permanente exposiciones y actividades culturales. Como punto de interés turístico de gran valor por su aporte cultural, histórico y arquitectónico se muestra desde el año 2015 el chalet Villa Perrando, único edificio patrimonial de la ciudad que se encuentra en estado original y funciona actualmente como sede de la Asociación Italiana, casa histórica con muestra constantes y centro cultural.
El Complejo Cultural "Guido Miranda" aporta a la comunidad una sala de teatro con 560 butacas pa ra los espectadores, distribuidas en una platea y dos niveles de palcos, centrales y laterales; y también una sala de cine denominada “Espacio INCAA km 1020” totalmente alfombrada y con 183 butacas, que funciona en planta alta, independientemente de la sala teatral.Vale destacar también el Domo del Centenario "Zitto Segovia".
El edificio de La Casa de las Culturas que está ubicado en calle Marcelo T. de Alvear esquina Mitre, fue construido en 2010 con cinco pisos, organizados de esta manera:
- Planta Baja: Recepción, Hall, Bar Posada de Aristas, salón de ventas, Sala de exposiciones n.º 1, patio con cocheras y depósito.
- Primer Piso: auditorio, con camarines; y sala de ensayos del Ballet Contemporáneo de la Provincia.
- Segundo Piso: Gerencia, Producción y Comunicación; área Música del Instituto de Cultura; y sala de ensayos de la Orquesta Sinfónica de la Provincia.
- Tercer Piso: oficinas del MUBA, Taller de Restauración y reserva Técnica; salas de exposiciones n.º 2 y 3; y área de Artes Visuales del Instituto de Cultura.
- Cuarto Piso: estudio de radio y televisión (en construcción); terraza; Sala de Usos Múltiples; depósito; y sala de reuniones de la SADE

Las artes visuales son muy importantes en la ciudad destacándose por sus artistas tanto históricos como contemporaneosos por citar algunos referentes del siglo XX y principios del siglo XXI podríamos mencionar a Crisanto Domínguez, Juan de Dios Mena, Rodolfo Shenonne, Beatriz Moreiro, Andrés Bancalari, Juan Zorrentino y Diego Figueroa.
Por su parte, el Centro Cultural Alternativo (CECUAL) está ubicado en la calle Santa María de Oro 471, donde brinda cursos y talleres de música, coros, teatro, fotografía, etc.
La “Bienal Internacional de Esculturas” que se realiza desde 1988 en la ciudad de Resistencia, Argentina, es un concurso organizado por la Fundación Urunday y el Gobierno de la Provincia del Chaco -conformando el 'Comité Organizador' es referente a nivel local en el ámbito cultural. 

### Museos

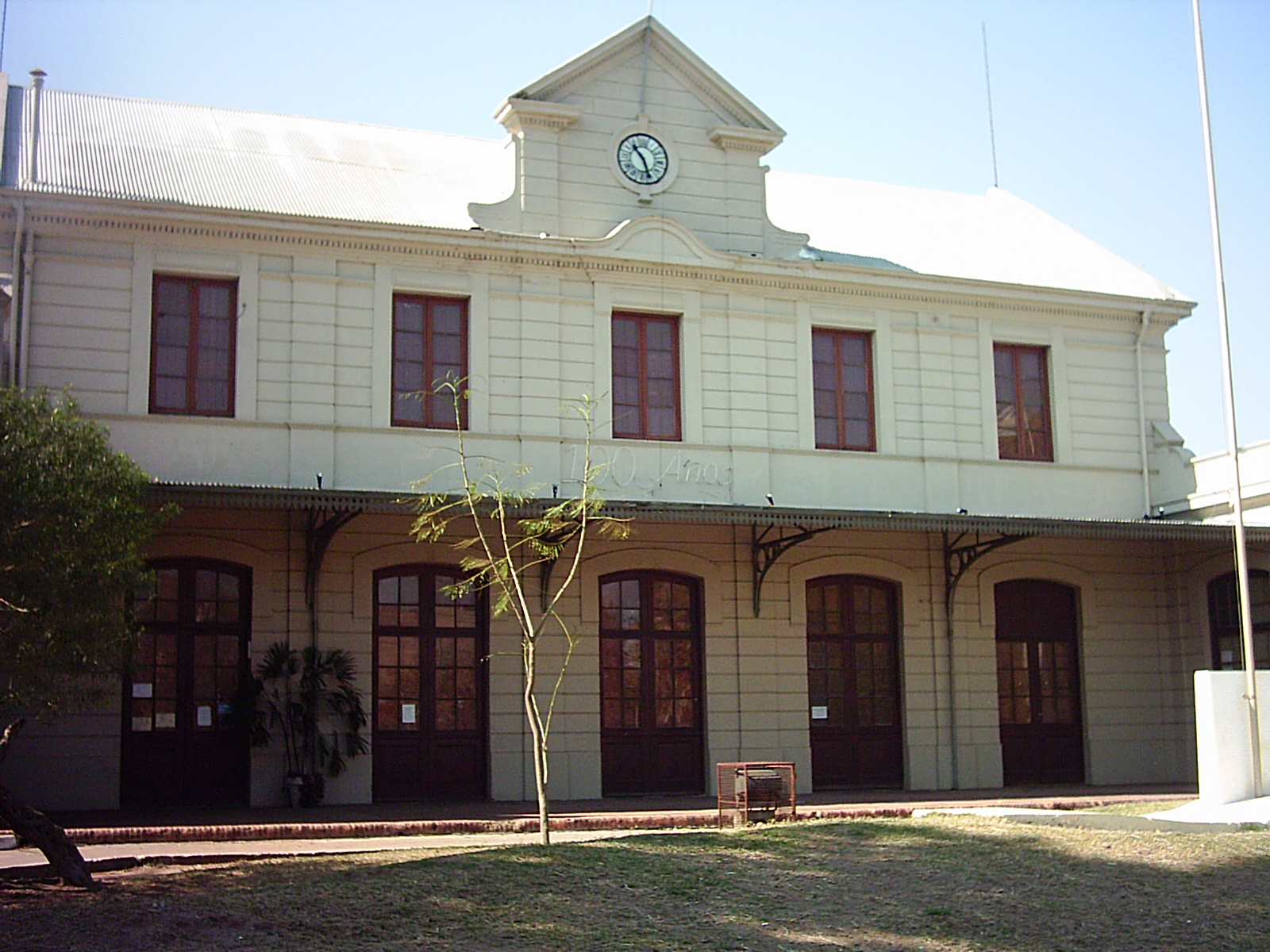
La estación de trenes que funcionaba sobre las levantadas vías del Ferrocarril Santa Fe fue remodelado para albergar el Museo de Ciencias Naturales Augusto Schulz.

Resistencia cuenta con una cantidad interesante de museos. Como capital provincial y principal centro poblado de la provincia alberga algunas de las colecciones y objetos más importantes de la región. Entre los museos históricos se destacan el Museo del Hombre Chaqueño, el Museo de Antropología Regional Juan Alfredo Martinet y el Museo Ichoalay. El primero alberga importantes piezas de los inicios de la colonización chaqueña incluso previo a la fundación de la ciudad; el Museo de Antropología, que ocupa un salón de la Facultad de Humanidades de la Universidad Nacional del Nordeste, resguarda algunos de los más importantes registros arqueológicos de la región, como ser los resultados de las investigaciones sobre las ruinas de Concepción de Buena Esperanza; el Museo Ichoalay cuenta con variados objetos de los inicios de la Colonia Resistencia. Otros museos históricos son el Museo de la Memoria (que funciona donde hubo un centro clandestino de detención) y la Casa Geraldi, perteneciente a uno de los primeros pobladores.
En el aspecto artístico se destaca el Museo de Bellas Artes René Bruseau por su colección de piezas escultóricas; también existe una colección importante en el Fogón de los Arrieros, reconocida institución artística chaqueña. La naturaleza regional tiene su espacio en el Museo de Ciencias Naturales Augusto Schulz, que funciona sobre la exestación de trenes del Ferrocarril Santa Fe. Sobre el edificio del quebrado Diario El Territorio funciona actualmente el Museo de Medios de Comunicación, que exhibe permanentemente piezas utilizadas por los medios a lo largo de la historia.

### Educación
Por ser una de las primeras localidades importantes de la zona, en Resistencia se instalaron algunas de las primeras escuelas secundarias de la región, entre las que se destaca el ex-colegio industrial (EET N.º 21 - "General Manuel Belgrano").
Existen hoy dos universidades públicas con sede en la región: la Universidad Nacional del Nordeste -que tiene como sedes principales a las ciudades de Resistencia y Corrientes-, fue fundada en 1956 y constituyó en su origen un desprendimiento de las dependencias académicas presentes en la zona de las universidades de Tucumán y del Litoral. La Universidad Tecnológica Nacional creó una dependencia académica (la Facultad Regional Resistencia) en el año 1960. Ambas cuentan con un número importante de alumnos no solamente de la zona sino de toda la provincia del Chaco, Corrientes, Formosa, norte de Santa Fe y en menor medida Misiones. La ciudad alberga también la Escuela Superior de Salud Pública, que dicta las carreras de Obstetricia y Técnicos en Laboratorio; en esta escuela se graduaron los primeros obstetras hombres (parteros) del país, en un tiempo en que la especialidad, por ley nacional, era solo permitida a las mujeres.
Existen además sedes de universidades privadas, cuyo número y oferta de carreras va en continuo ascenso.

### Medios de comunicación
En la ciudad de Resistencia se encuentran las sedes de los principales medios de comunicación de la provincia del Chaco.
Canal 9 es el único canal de televisión analógico de aire que tiene alcance provincial (e influencia también en Corrientes), y tiene sus estudios centrales en el macrocentro de la ciudad, siendo afiliado a Canal 13 de Buenos Aires. Otros canales con sede en Resistencia son Chaco TV (canal digital propiedad del gobierno del Chaco) y Canal 6 "Somos Resistencia" (canal de cable propiedad de Cablevisión).
En cuanto a periódicos diarios, diario Norte, es el principal de la provincia, con una tirada diaria promedio de 30 000 ejemplares de lunes a sábados, que llega hasta 50 000 los domingos. También se encuentran, con menor influencia, los diarios Primera Línea, La Voz del Chaco y El Diario de la Región.
Como en gran parte de Argentina, el espectro radial se encuentra superpoblado de emisoras, muchas de ellas con permisos provisorios, sino del todo ilegales. Entre las emisoras legales de mayor influencia y con mayoría de programación local se encuentran La Radio FM 104.7, Radio Libertad FM 99.1, Radio Mix FM 102.3, Radio Isla del Cerrito FM 106.3, Radio Universidad FM 91.1 y Radio Natagalá FM 94.7. Sólo existen dos emisoras legales en Amplitud Modulada: LRH 251 Radio Chaco AM 740 y LRH 26 Radio Nacional Resistencia AM 620.
En cuanto a medios digitales, existen una veintena de sitios web generalistas, pero los de mayor influencia son DiarioChaco.com, DataChaco.com, ChacoDiaPorDia.com y DiarioTag.com.

### Religión

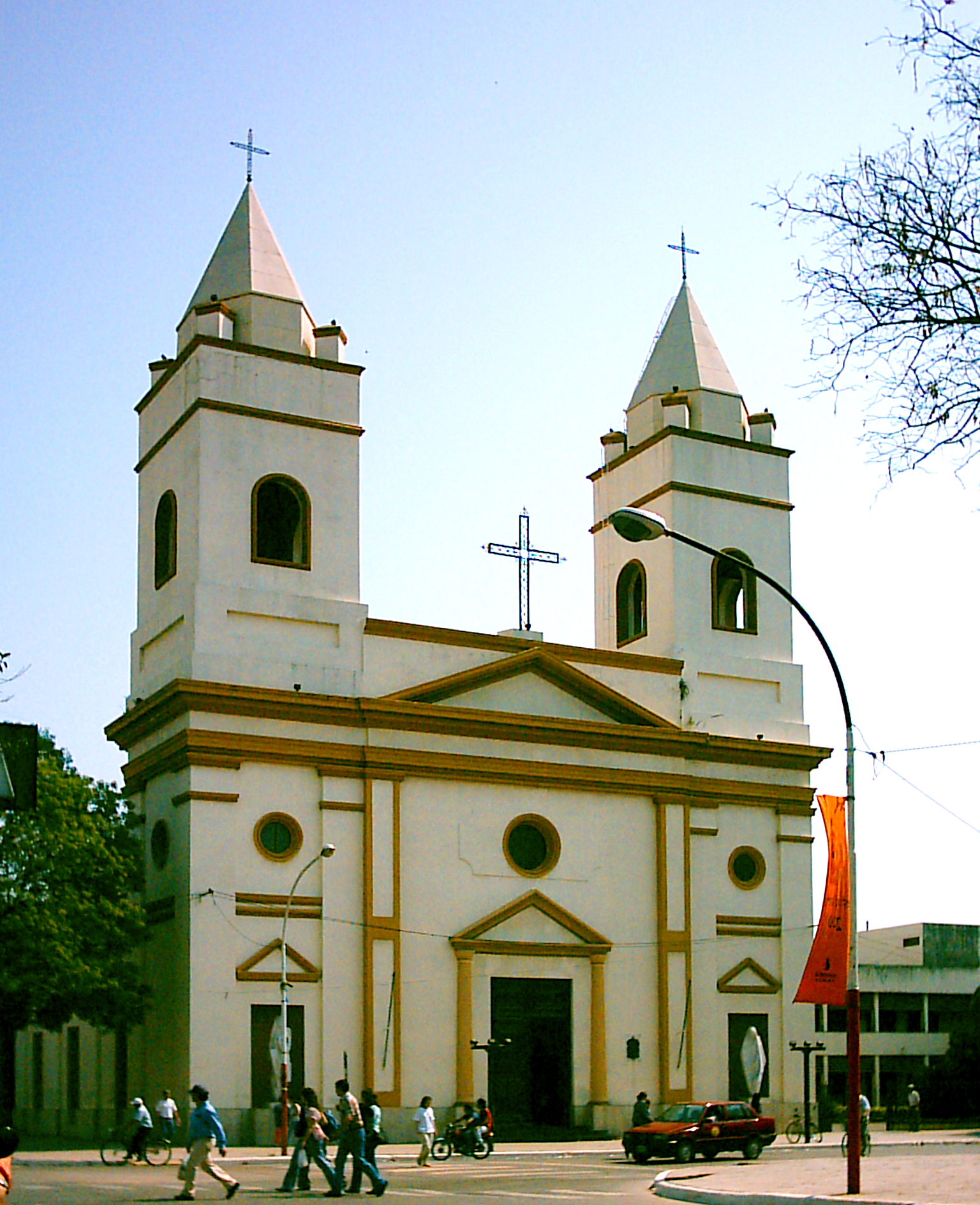
Catedral San Fernando Rey de Resistencia, sede del arzobispado de Resistencia.

La gran mayoría de la población es nominalmente cristiana (católicos y evangélicos, aunque también se encuentran mormones, testigos de Jehová y Adventistas). La comunidad judía, que posee dos templos, ronda las 800 personas, aunque a principios del siglo XX llegó a representar más del 4 % de la población de la ciudad. La Iglesia católica tiene un arzobispado con sede en la ciudad, y se designó patrono a San Fernando Rey.

### Deportes
La ciudad cuenta con una rica historia deportiva, en las cuales podemos destacar el fútbol, el baloncesto, el automovilismo, el vóley y el canotaje.
- Fútbol: en fútbol existen dos divisiones amateurs en el campeonato local. Entre los aproximadamente 15 clubes se destacan el Club Atlético Chaco For Ever y el Club Atlético Sarmiento, protagonistas del clásico local. Sarmiento llegó a participar en la década de 1970 en la primera división del fútbol argentino, no obstante es Chaco For Ever la entidad que más se asocia al fútbol por su participación más constante en las principales categorías, llegando a ocupar durante varios años una plaza en la máxima categoría del fútbol profesional argentino. Desde el año 2021, Chaco For Ever milita en la Primera Nacional (ex B Nacional),[31] la segunda categoría del fútbol argentino, mientras que Sarmiento lo hace en el Torneo Federal A, tercera categoría del fútbol argentino.[32] Otro club de importancia que tiene esta ciudad es el Club Atlético Resistencia Central, que en 2022 participó en el Torneo Regional Federal Amateur (cuarta división del fútbol nacional), recibiendo membresía para competir por un año.[33] Otras instituciones importantes son el Club Atlético Villa Alvear, el Club Atlético Regional y el Club Atlético Central Norte Argentino.
- Baloncesto: el baloncesto es una actividad de larga data en la región, que entregó instituciones y jugadores de renombre. Los clubes más importantes son Hindú Club, el Club de Regatas Resistencia, el Centro Deportivo Don Bosco y el Club Villa San Martín. El extinto club Cosecha e Hindú participaron en el Torneo Nacional de Ascenso (segunda categoría a nivel nacional). Regatas se desempeña en 2008 en la Liga C de la Argentina (cuarta categoría profesional).
- Automovilismo: esta disciplina tiene amplio arraigo en la historia de la ciudad, desde los inicios mismos de la actividad en la República Argentina, siendo en varias oportunidades sede de la largada y llegada de la llamada "Vuelta del Chaco", del primitivo Turismo Carretera, utilizandose como circuito de clasificaciones para dicha competencia, el perímetro del actual parque 2 de Febrero. Ya en esas épocas, hombres de Resistencia y del interior del Chaco se convirtieron en fieles representantes de la actividad a nivel nacional, como Eduardo Gerónimo Orcola, Eduardo "Lolo" Carauni, Boris Afanasenko y quien más tarde diera su nombre a la principal obra de infraestructura para el deporte motor: Santiago "Yaco" Guarnieri. De toda esta historia, se destacó a nivel institucional el Chaco Automoto Club, institución señera del automovilismo provincial, que sin embargo vio cerrar sus puertas en 2015.[34] Como escenario principal, se destaca el Autódromo Santiago Yaco Guarnieri, inaugurado el 24 de junio de 1979 y sitio de múltiples visitas de categorías nacionales y de desarrollo de innumerables actividades zonales. Por su parte, pilotos como Juan Manuel Silva, Oscar Sánchez (nacido en Machagai), Augusto Carinelli (nacido en Corzuela) y Lucas Carabajal, se erigen como principales representantes del deporte motor, tanto para la provincia, como para la ciudad de Resistencia, ya que gran parte de su formación deportiva la tuvieron en este circuito.
- Vóley: el Club de Regatas Resistencia, que participó de la principal liga argentina de vóley femenino en la temporada 2000/2001 y en 2008/2009. En la temporada 2010/2011 el Club Atlético Sarmiento participará de la Liga A1 de Voley Argentino.[35]
- Canotaje: la presencia del río Negro permite la realización de actividades náuticas dentro de las que se destaca el canotaje.
- Skateboarding: cuenta con dos skateparks públicos ubicados en el parque 2 de Febrero y en el parque urbano Tiro Federal.

## Sistema de gobierno

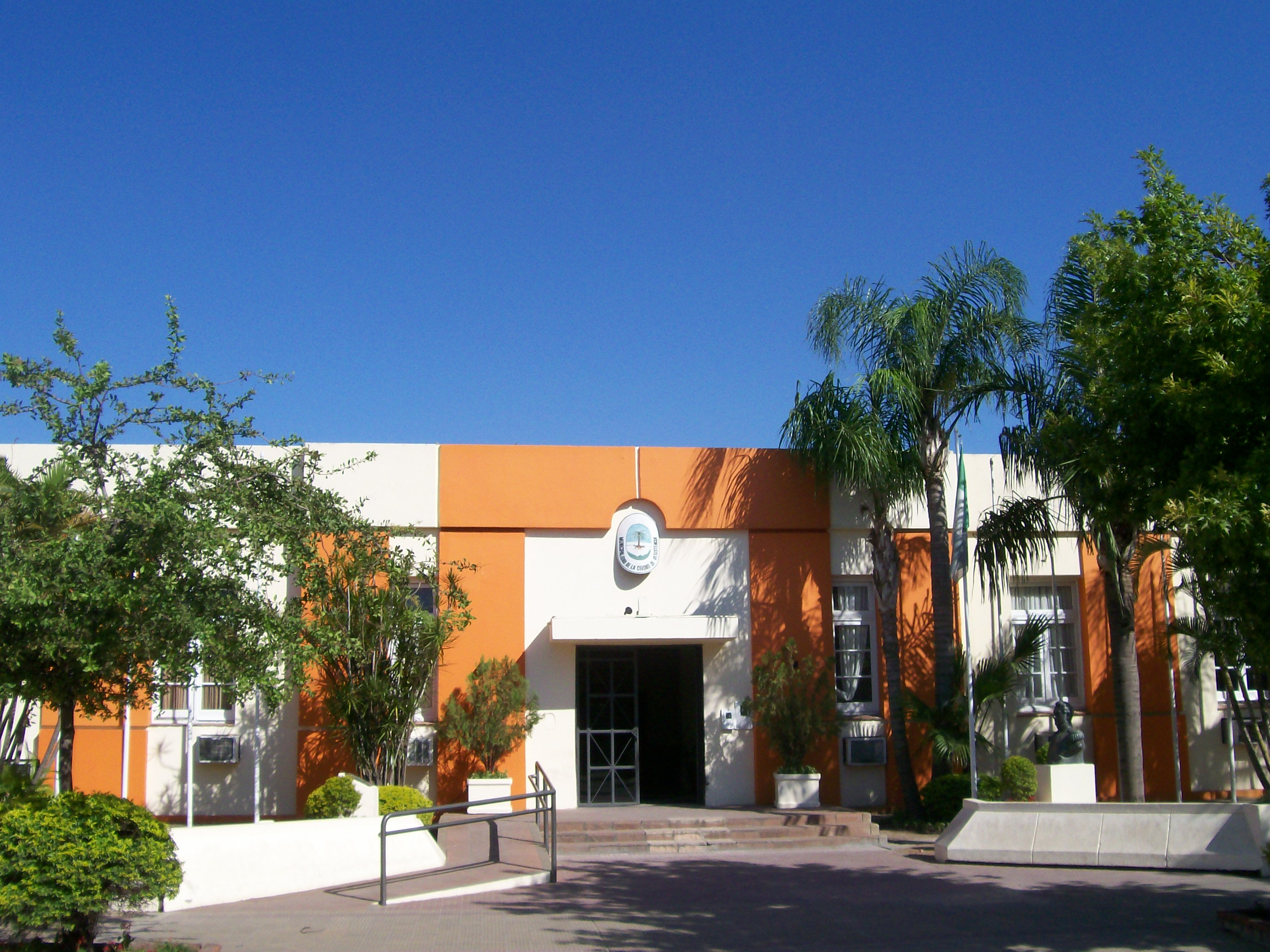
Vista del frente de la Municipalidad de Resistencia, sede de las autoridades municipales y el Concejo Deliberante.

La ciudad de Resistencia se encuentra administrada por la Municipalidad de la ciudad, de carácter autárquico, y según lo establece su Carta Orgánica Municipal (sancionada en el año 2000), posee autonomía institucional, política, administrativa, económica y financiera. Se compone por un Departamento Ejecutivo (liderado por el Intendente), Legislativo (el Concejo Municipal), Judicial (a cargo de la Cámara Municipal de Apelaciones, y los Jueces de Faltas distribuidos en los dos juzgados de faltas de la ciudad).
El Concejo Municipal de Resistencia es el que más miembros posee en toda la provincia, debido a que es el único municipio que comprende hasta ahora a más de 100.000 habitantes en el Chaco. Estos son once en total y son llamados concejales. El Concejo se encuentra encabezado por el presidente del Concejo, seguido por el vicepresidente 1.º y vicepresidente 2.º del Concejo.
El Departamento Ejecutivo se encuentra a cargo del Intendente de la Ciudad de Resistencia, el cual determina quienes integraran el gabinete municipal. Dentro del gabinete, los Secretarios se encargaran de refrendar los actos del Intendente que sean materia de su competencia. Cada Secretaría Municipal tiene a cargo una repartición del Ejecutivo, como por ejemplo la Secretaría de Coordinación de Gabinete y la Secretaría de Gobierno, que encabezan la lista. Además de éstas, en el municipio de Resistencia existen actualmente otras secretarías como las de Obras y Servicios Públicos y la de Economía. Estas a la vez tienen bajo su dependencia subsecretarías, las cuales tratan competencias más específicas. Generalmente las Subsecretarías, como la de Relaciones con la Comunidad y la de Tránsito y Transporte, se subdividen en Direcciones Generales, integradas estas por Direcciones y Departamentos.
Las Municipalidades son independientes de todo otro poder en el ejercicio de sus propias funciones: establecen sus rentas y pueden crean impuestos, tasas de servicio, y además, administran libremente sus bienes. Pueden celebrar contratos y enajenar en pública licitación sus bienes.
La Municipalidad es dirigida por el Intendente, que llega a su cargo por elección directa y dura 4 años en sus funciones. Para poder ser electo se requiere ser argentino, mayor de 22 años y poseer al menos 2 años de residencia en la ciudad.

### Intendencia de Resistencia
El municipio de Resistencia, capital de la provincia del Chaco, a diciembre del 2008, es el único de la provincia que posee una carta orgánica.
En noviembre de 2019 ganó las elecciones a intendente Gustavo Martín Martínez, quien se desempeñaba hasta ese momento como titular del Concejo Deliberante. Asumió el 10 de diciembre de 2019.

## Guarnición
| Unidades de la Guar Ej Resistencia         | Abreviatura        |
| ------------------------------------------ | ------------------ |
| Comando de III Brigada de Monte            | Cdo Br Mte III     |
| Compañía de Ingenieros de Monte 3          | Ca Ing Mte 3       |
| Compañía de Comunicaciones de Monte 3      | Ca Com Mte 3       |
| Sección de Aviación de Ejército de Monte 3 | Sec Av Ej Mte 3    |
| Sección de Inteligencia de Monte 3         | Sec Icia Mte 3     |
| Base de Apoyo Logístico «Resistencia»      | BAL Resistencia    |
| Compañía de Reserva «Resistencia»          | Ca Res Resistencia |

| Unidades                              | Abreviatura |
| ------------------------------------- | ----------- |
| Centro de Control de Área Resistencia | n/d         |

## Parroquias de la Iglesia católica en Resistencia
| Arquidiócesis | Resistencia |
| ------------- | --- |
| Parroquias    | Catedral San Fernando, San Francisco Javier, San Roque, Nuestra Señora de la Asunción, Nuestra Señora del Carmen, San José Obrero, Santa Teresita, Nuestra Señora de la Merced, San Antonio de Padua (del barrio Villa Centenario), La Santa Cruz, María Auxiliadora, Nuestra Señora de Itatí (del barrio Villa Chica), Verbo Divino, Espíritu Santo, Santísima Trinidad |

## Ciudades hermanas
- Údine, Italia desde 1978. Con motivo de celebrarse el centenario de la colonización de Resistencia (27 de enero de 1878) por parte de inmigrantes friulanos, con el auspicio y contacto de la Asociación Fogón Friulano de Resistencia, autoridades de la Comuna de Údine y la Municipalidad de Resistencia, firmaron un acta de declaración de hermanamiento (gemellaggio) entre ambas ciudades.
- Trento, Italia desde 2002. En ese año se firmó un convenio entre la Provincia Autónoma de Trento y el Gobierno del Chaco, con motivo de la creación de un programa productivo para el norte chaqueño y para exportación de productos. De ese acuerdo, también se realizó un acto de hermanamiento entre la Ciudad de Trento y la Ciudad de Resistencia.
- Asunción, Paraguay. El 17 de noviembre de 2006 se firmó el acto de hermanamiento con la capital paraguaya. La comunidad paraguaya es de fuerte y activa presencia en la ciudad.
- São Vicente, estado de São Paulo, Brasil. Convenio de hermandad firmado en 2006.[42]
- Venecia, Italia.
- Florencia, Italia.
- Senigallia, Italia. Convenio firmado en 2011.[43]
- Tarija, Bolivia
- Corrientes, Argentina. Ambas ciudades, con sus respectivas conurbaciones, conforman uno de los núcleos conglomerados más grandes del país.